# Coppa Agostoni
La Coppa Agostoni és una competició ciclista professional que es disputa en un sol dia i que es disputa annualment pels voltants de Lissone, a la província de Milà, a la Llombardia.
Es disputa en honor del ciclista italià Ugo Agostoni des del 1946, però sols des del 1959 és per a ciclistes professionals. El 1987 va coincidir amb el Campionat d'Itàlia de ciclisme en ruta. Forma part del Trittico Lombardo, junt amb la Coppa Bernocchi i els Tre Valli Varesine, totes elles disputades a la Llombardia en tres jornades consecutives, durant el mes de setembre.
El ciclista amb més victòries és Franco Bitossi, amb tres.

## Palmarès
| Any                       | Vencedor              | Segon                       | Tercer                         |
| ------------------------- | --------------------- | --------------------------- | ------------------------------ |
| edicions amateurs         |                       |                             |                                |
| 1946                      | Luigi Casola          | Antonio Covolo              | Salvatore Crippa               |
| 1947                      | Franco Fanti          | Donato Zampini              | Turchemeis Zanettini           |
| 1948                      | Luigi Malabrocca      | Aldo Tosi                   | Alberto Roggi                  |
| 1949                      | Antonio Ausenda       | Nello Sforacchi             | Giorgio Albani                 |
| 1950                      | Giorgio Albani        | Umberto Drei                | Fiorenzo Crippa                |
| 1951                      | Renzo Accordi         | Spirito Godio               | Ampleio Rossi                  |
| 1952                      | Ezio Bicocca          | Agostino Coletto            | Pietro Giudici                 |
| 1953                      | Andrea Barro          | Pierino Baffi               | Tranquillo Scudellaro          |
| 1954                      | Aldo Moser            | Giuseppe Calvi              | Annibale Brasola               |
| 1955                      | Lino Pizzoferato      | Pierino Baffi               | Giuliano Michelon              |
| 1956                      | Silvano Tessari       | Luciano Mai                 | Ezio Pizzoglio                 |
| 1957                      | Carlo Zorzoli         | Gabriele Scappini           | Aurelio Cestari                |
| 1958                      | Giacobbe Boggian      | Dino Liviero                | Vittorio Poiano                |
| edicions professionales   |                       |                             |                                |
| 1959                      | Michele Gismondi      | Rino Benedetti              | Giuliano Natucci               |
| 1960                      | Pietro Chiodini       | Amico Ippoliti              | Cleto Maule                    |
| 1961                      | Giovanni Bettinelli   | Giuseppe Fallarini          | Ercole Baldini                 |
| 1962 edició no realitzada |                       |                             |                                |
| 1963                      | Jaume Alomar Florit   | Vito Taccone                | Graziano Battistini            |
| 1964                      | Italo Zilioli         | Bruno Mealli                | Adriano Passuello              |
| 1965                      | Tommaso De Pra        | Roger Pingeon               | Giuseppe Fezzardi              |
| 1966                      | Felice Gimondi        | Eddy Merckx                 | Franco Bitossi                 |
| 1967                      | Franco Bitossi        | Bernard Guyot               | Michele Dancelli               |
| 1968                      | Claudio Michelotto    | Martin Van Den Bossche      | Bruno Mealli                   |
| 1969                      | Franco Bitossi        | Jean-Pierre Monseré         | Gerben Karstens                |
| 1970                      | Eddy Merckx           | Constantino Conti           | Marino Basso                   |
| 1971                      | Franco Bitossi        | Willy De Geest              | Roger Pingeon                  |
| 1972                      | Mauro Simonetti       | Claudio Michelotto          | Tomas Pettersson               |
| 1973                      | Arnaldo Caverzasi     | Giacinto Santambrogio       | Franco Bitossi                 |
| 1974                      | Felice Gimondi        | Franco Bitossi              | Roger De Vlaeminck             |
| 1975                      | Roger De Vlaeminck    | Freddy Maertens             | Frans Van Looy                 |
| 1976                      | Roger De Vlaeminck    | Frans Verbeeck              | Francesco Moser                |
| 1977                      | Francesco Moser       | Gianbattista Baronchelli    | Enrico Paolini                 |
| 1978                      | Giuseppe Saronni      | Pierino Gavazzi             | Gianbattista Baronchelli       |
| 1979                      | Giovanni Battaglin    | Francesco Moser             | Alfredo Chinetti               |
| 1980                      | Cees Priem            | Wladimiro Panizza           | Bruno Wolfer                   |
| 1981                      | Francesco Moser       | Gianbattista Baronchelli    | Juan Fernández Martín          |
| 1982                      | Giuseppe Saronni      | Francesco Moser             | Pierino Gavazzi                |
| 1983                      | Alfons De Wolf        | Roberto Ceruti              | Claudio Savini                 |
| 1984                      | Franco Chioccioli     | Serge Demierre              | Claudio Corti                  |
| 1985                      | Acácio da Silva Mora  | Claudio Corti               | Urs Zimmermann                 |
| 1986                      | Marino Amadori        | Heinz Imboden               | Claudio Corti                  |
| 1987                      | Bruno Leali           | Alberto Elli                | Emanuele Bombini               |
| 1988                      | Gianni Bugno          | Massimo Ghirotto            | Francesco Cesarini             |
| 1989                      | Dmitri Konyschew      | Rolf Sørensen               | Emanuele Bombini               |
| 1990                      | Maurizio Fondriest    | Francesco Cesarini          | Maurizio Vandelli              |
| 1991                      | Davide Cassani        | Charly Mottet               | Roberto Gusmeroli              |
| 1992                      | Stefano Colagè        | Giorgio Furlan              | Massimo Ghirotto               |
| 1993                      | Davide Cassani        | Marco Giovannetti           | Massimo Ghirotto               |
| 1994                      | Oscar Pelliccioli     | Giorgio Furlan              | Massimo Ghirotto               |
| 1995                      | Gianni Bugno          | Stefano Della Santa         | Francesco Casagrande           |
| 1996                      | Filippo Casagrande    | Alberto Elli                | Piotr Ugriúmov                 |
| 1997                      | Massimo Apollonio     | Biagio Conte                | Giovanni Lombardi              |
| 1998                      | Andrea Tafi           | Mirko Celestino             | Emanuele Lupi                  |
| 1999                      | Massimo Donati        | Alberto Elli                | Francesco Casagrande           |
| 2000                      | Jan Ullrich           | Denis Lunghi                | Filippo Simeoni                |
| 2001                      | Francesco Casagrande  | Jan Ullrich                 | Gianluca Tonetti               |
| 2002                      | Laurent Jalabert      | Gianni Faresin              | Massimo Giunti                 |
| 2003                      | Francesco Casagrande  | Cristian Moreni             | Oscar Mason                    |
| 2004                      | Leonardo Bertagnolli  | Dario Frigo                 | Gonzalo Bayarri Esteve         |
| 2005                      | Paolo Valoti          | Leonardo Giordani           | Stefano Cavallari              |
| 2006                      | Alessandro Bertolini  | Andrea Tonti                | Franco Pellizotti              |
| 2007                      | Alessandro Bertolini  | Christian Pfannberger       | Luca Mazzanti                  |
| 2008                      | Linus Gerdemann       | Christian Pfannberger       | Luca Mazzanti                  |
| 2009                      | Giovanni Visconti     | Mauro Santambrogio          | Francisco José Ventoso Alberdi |
| 2010                      | Francesco Gavazzi     | Mauro Santambrogio          | Luca Paolini                   |
| 2011                      | Sacha Modolo          | Simone Ponzi                | Oscar Gatto                    |
| 2012                      | Emanuele Sella        | Fortunato Baliani           | Danilo Di Luca                 |
| 2013                      | Filippo Pozzato       | Simone Ponzi                | Marco Zamparella               |
| 2014                      | Niccolò Bonifazio     | Grega Bole                  | Simone Ponzi                   |
| 2015                      | Davide Rebellin       | Vincenzo Nibali             | Niccolò Bonifazio              |
| 2016                      | Sonny Colbrelli       | Diego Ulissi                | Francesco Gavazzi              |
| 2017                      | Michael Albasini      | Marco Canola                | Francesco Gavazzi              |
| 2018                      | Gianni Moscon         | Rein Taaramäe               | Enrico Gasparotto              |
| 2019                      | Aliaksandr Rabuixenka | Aleksei Lutsenko            | Nicolai Cherkasov              |
| 2021                      | Aleksei Lutsenko      | Matteo Trentin              | Alessandro Covi                |
| 2022                      | Sjoerd Bax            | Alejandro Valverde Belmonte | Andrea Piccolo                 |
| 2023                      | Davide Formolo        | Marc Hirschi                | Victor Lafay                   |
| 2024                      | Marc Hirschi          | Romain Grégoire             | Paul Lapeira                   |
| 2025                      |                       |                             |                                |